# Казённый пирог

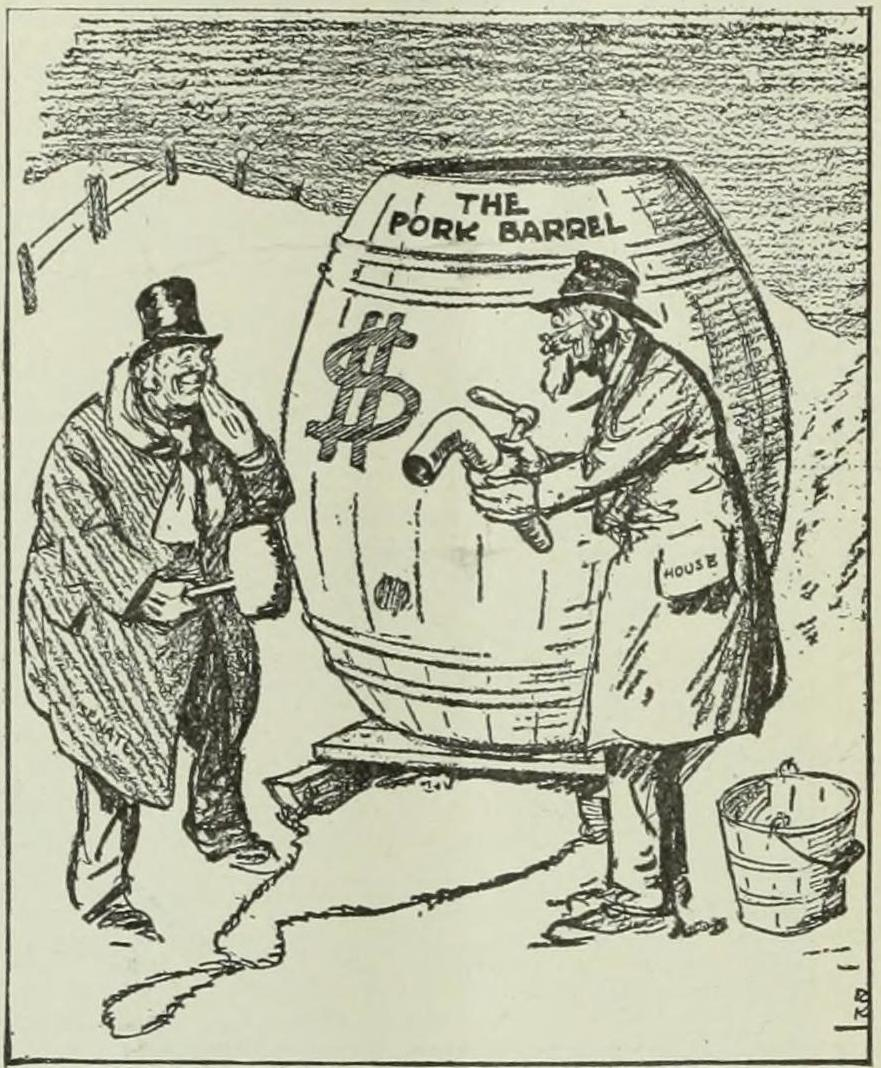
Иллюстрация из журнала The Independent, 1849

«Казённый пирог» — политический термин, адаптация перевода с английского языка идиомы pork barrel (букв. «бочка с салом»), означает спонсирование и распределение дотаций из общего бюджета на нужды локальных сообществ, произведённое с целью повышения рейтинга определённого политика среди местных избирателей.
Предположительно, термин pork barrel появился ещё до Гражданской войны в США, когда рабам-неграм на плантациях раздавали засоленную свинину из бочонков. Желая первым получить свой кусок, они часто бросались расталкивать друг друга и затевали драки. Подобным образом вели себя и конгрессмены, спешившие первыми получить дотации и средства из бюджета, а система их распределения стала вскоре тоже называться pork barrel system. С начала XX века в американской политической терминологии слово pork закрепилось как синоним изобилия сомнительного происхождения, а выражение pork barrel bill означало закон, лоббирующий интересы узкой группы.
Историческим примером pork barrel bill является ситуация с загрязнением Миссисипи в конце XIX века. С начала 1880-х в Висконсине и Миннесоте набирала обороты лесоперерабатывающая промышленность. По воспоминаниям Марка Твена, в Миннеаполисе в 1882 году больше 20 лесопилок производили до 200 миллионов футов древесины, а опилки и прочие отходы сбрасывались в Миссисипи. Количество мусора было таким значительным, что пароходы не могли двигаться, буквально застревая в воде, а местные жители страдали от удушливого запаха. К концу 1880-х в реку сбрасывали до 500 тонн мусора ежедневно. Когда Конгресс попытался принять закон, запрещающий загрязнять Миссисипи, промышленники сумели добиться его отклонения. По результатам слушаний был выпущен информационный бюллетень, в котором утверждалось, что «реки могут и должны всегда использоваться как общественная свалка и канализация».